# ダーニク
ダーニク（Durnik）は、デイヴィッド・エディングスのファンタジー小説『ベルガリアード物語』および、その後日譚となる『マロリオン物語』などに登場する架空の人物。鍛冶屋兼魔術師。妻はポルガラ（Polgara）、義父はベルガラス（Belgarath）、義母はポレドラ（Poledra）。義理の『甥』はベルガリオン（Belgarion）、義理の『姪』はセ・ネドラ（Ce'Nedra）。ポルガラとの間に双子をもうけている。

## 人物概略
西方大陸の北東部にある国センダリアで生まれ育った男性で、主人公ガリオンが『ポルおばさん』と一緒に暮らしているファルドー農園の中にある鍛冶場に住んでいる。《ダリネの書》、《ムリンの書》に代表される『光の予言』においては【二つの命を持つ男】と呼ばれ、ベルガリアードとマロリオンの両方で探索の旅の仲間となる。特徴としては、
- 梟神アルダー（Aldur）が正式に『弟子』と認めた魔術師の中では最年少である。
※ポレドラ、ポルガラ、ベルガリオンも『アルダーの弟子』ということになっている。が、3人とも『正式な弟子』ではない。ポレドラの正体は『アルダーの秘蔵っ子』として認められた狼である。また、ポルガラとベルガリオンのために『アルダーの正式な弟子』の証となる銀の護符を用意したのは、アルダーではなく、アルダーの一番弟子のベルガラスである。
- 外見（とくに顔）にこれといった特徴がない、どこにでもいる普通の男性である。
- 手仕事が大好きで、手先が大変器用。火起こしから家の建て増しまで何でもそつなくこなす。
- 鍛冶屋だけあって腕力が人並みはずれて強い。
- 主な武器は棍棒と斧。愛用する理由は「殺人が嫌いだから」。『マロリオン』終盤では、巨大なハンマーに変わる。
- 作品上最強の善人。妻と同等の魔術を使えるようになってから、魔術やリュートの演奏、投資といった様々な分野で才能を開花させるようになる。
- 「一度死んで生き返る」という前代未聞の経験をしている。
- 川や湖があれば即座に釣りをしたくなる、大の釣りバカ。その代わり、釣った魚をポルガラに料理してもらう前には自らはらわたを抜かねばならない。

が主である。『ベルガリアード』、『マロリオン』の両方の物語で最重要キャラクターのひとりに位置づけられている。

## 人間性
『センダリアの善人』と呼ばれるように、非常に実直で素直で道徳心の強い、心根の優しい男である。常に相手に敬意を払い、相手の気持ちを汲み取って物を言い、行動する。その善人ぶりは、神アルダーにも心から認められるほどである。
ゆえに他人と打ち解けるのが早く、仲間からの信望もあつい。『ベルガリアード』では謎の少年エランド（Errand）の実質的な名付け親になり、『マロリオン』では【物いわぬ男】トス（Toth）と最初に仲良くなった。
ただの優柔不断な男に見えるかもしれないが、センダリア人特有の実直主義と長年の経験から裏打ちされた判断力と行動力と信念の強さが、彼から『優柔不断』のイメージを消している。
ガリオン（Garion）が物心ついたときから彼の『兄貴分』であり、最初の『親友』であった。それはガリオンがリヴァの王ベルガリオンになってからも変わらない。また、『ポルおばさん』ことポルガラにとっては最も信頼できる『人間』であった。ゆえにポルガラの父であり魔術師のベルガラスにもその実直さと手先の器用さを認められ、『ベルガリアード物語』では《アルダーの珠》を探索する旅に最初から参加することとなった。
『ベルガリアード物語』では、ひそかにポルガラに恋心を寄せていたが、ポルガラが彼の想いに気づくことはなかった。しかし、旅の途中で生まれて初めて――敵とはいえ――人を殺してしまったとき、取り返しのつかない行為に彼は絶望し、己の愚かさを涙ながらに嘆いていた。そんな彼を慰めたのはポルガラその人だった（のちにポルガラは彼への深い愛情に気づくことになる）。
『マロリオン物語』では少々過激な行動に出るようになり、アルダーの弟子として認められるとその過激さにますます拍車をかけることになるが、善良な心根は変わることはない。

## 『ベルガリアード物語』での活躍
ガリオン・ポルガラ・ベルガラスとともに最初から《珠》の探索の旅に参加する。シルク（Silk）やバラク（Barak）、ヘター（Hettar）など多くの仲間が加わり、旅が進むに連れて、ガリオンやベルガラス、そしてポルガラの素性に気づいていく。それでも彼はガリオンたちを心から信頼し、旅を続ける。
トルネドラ帝国の皇女セ・ネドラがガリオンを出し抜いているのを見たとき、彼女がガリオンを強く欲していることに気づく。やがて、強がりながら己の結婚相手が父と査問委員会の人間たちに決められることを告げて大泣きした彼女を慰めた。また、己のもつ強大な力に困惑するガリオンに、己の力を資質として認めること、自分を怖れながら一生を送ってはならないこと、そしてありのままの自分を認めて生きていくことの大切さを教えた。
ベルガラスとポルガラの拠点である《アルダー谷》に立ち寄った際、双子の魔術師ベルキラ（Belkira）とベルティラ（Beltira）に【二つの命を持つ男】と言われ、意味が分からず当惑する。ちなみに旅に出る以前、彼は農園に立ち寄った予言者から「2度死ぬ」と告げられている。
岩狼を燃える小枝で退散させたり、クトル・マーゴスでガリオンたちを追いかけてきたマーゴ人たちを流砂に落としたり、クトル・マーゴスの峡谷の地理を利用して、《珠》とエランドを取り返すべくやってきた捜索隊を煙で窒息死させたりと、機転を効かせて次々と敵を蹴散らしていく。
やがて一行がリヴァに到着し、《アルダーの珠》があるべき場所に戻った。ガリオンがリヴァ王ベルガリオンとして人々から認められ、《光の子》としての使命を果たすべくベルガラスやシルクとともにマロリーに旅立った後は、主にポルガラとセ・ネドラ、エランドと行動をともにし、アンガラク国家相手の戦争に参加することになる。バラクや彼のいとこで海洋国家チェレクの王アンヘグ（Anheg）に艦艇の運搬方法を提案したり、アンガラク国家の民であるタール人の降伏を同盟国の王たちに伝えたり、ガリオンたちのいない状況下で活躍する。
しかし、ポルガラが魔術を酷使して疲れきっているとき、アンガラク国家の首・マロリーの皇帝ザカーズ（Zakath）によって、ポルガラやセ・ネドラ、エランドとともに捕らえられてしまう。そして、《終わりなき夜の都》クトル・ミシュラクの地下にいる邪神トラク（Torak）の弟子ゼダー（Zedar）のもとへ連れて行かれてしまう。そこでポルガラを助けようと斧を振りかざしてゼダーに立ち向かったが、ゼダーの魔術により絶命してしまう。
《光の子》ベルガリオンと《闇の子》トラクの戦いが始まる前、トラクはポルガラの意志をねじ伏せる。『闇の予言』では彼女がトラクの花嫁となることが運命づけられているからだ。意志をねじ伏せられたポルガラを救ったのは、ベルガリオンが彼女に送ったダーニクの記憶だった。ダーニクの死もまた《光と闇の対決》の行方を決定づける要素だったのだ。
ベルガリオンがトラクを討った後、ダーニクは、彼への深い愛情に気づいたポルガラの願いで生き返る。その際、彼は死んだトラクを除く7人の神々から、新しい命とともに、ポルガラと同レベルの魔術を与えられる。最初に彼が見せた魔術は、自分で造った鋼の薔薇の花びらを赤くするというもの。ダーニクは真心と永遠に枯れない美しい薔薇を結婚式の席でポルガラに捧げたのだった。

## 『マロリオン物語』での活躍
ポルガラと結婚した彼は、《アルダー谷》にある義母ポレドラの家を修繕して、エランドと3人で暮らすようになる。家の中のことは必ず手作業でやっていたが、戸外に出ると魔術を使うようになる（家畜よけの柵を空から降らせる、柵に突進してきた牛の向きを変える、など）。魔術はもっぱらポルガラに教えてもらっている。
ベルガリオンの危機には夫婦で馳せ参じ、ベルガリオンに積極的に協力する。
また、ケルの女予言者シラディス（Cyradis）の命で、誘拐されたベルガリオン夫妻の子・ゲラン（Geran）王子を探索する旅に夫婦ともども参加することになる。その際、主要戦闘メンバーとしてガリオンやダル人の巨漢トス（Toth）とともに前線に立つ。
トスと最初に仲良くなった彼だが、一度大きないさかいがあった。けれども和解し、最後の最後まで2人は最高の釣り仲間であり、大の親友でもあった。やがて、トスがジェスチャーや表情で言いたいことのすべてを説明しているのではないことも発見する。
マロリーでは、出された料理のあまりの辛さに、めずらしく悪態をつく場面が見られる。
メルセネ帝国の一公国・ダーシヴァから脱出するとき、蒼い炎を放つ巨大なハンマーを何度も振りかざして悪魔を退治する。そのとき、ベルガラスの《師》アルダー自身から銀の護符を貰い受ける。護符に彫刻されている画は、鍛冶屋である彼の特質を現すハンマーである。その後、ベルガラスと魔術師ベルディン（Beldin）から、同じ《師》を持つ新たな『兄弟』（＝アルダー直属の弟子）として認められる。シラディスいわく、
「（今回の探索に関わる）予言に登場するすべての者がそれぞれに果たすべき使命を持っている」
とのことだが、ダーニクの場合、ダーシヴァで『アルダーの最後の弟子』として覚醒し、悪魔を地獄に送り返すことが最大の使命であったといえるであろう。
アルダーの弟子として覚醒したあとは、彼の今後に関してベルガラスやベルディンといった『アルダーの直弟子』と妻のポルガラの間で、ちょっとした議論が発生するが、本人はそのことに全く気づいていない模様。ちなみに、物事を哲学的かつ理論的な側面からとらえる性質がベルディンに気に入られ、物事の見方や考え方に関して彼と話し合うことが多くなる。
すべての決着がついた後、ポルガラの妊娠が判明。数ヵ月後、《アルダー谷》で双子の父親になる。

## 『マロリオン物語』以降（『魔術師ベルガラス』『女魔術師ポルガラ』）
わが子たちの誕生と妻の偉業を祝福しに《谷》を訪れたエリオンドをはじめとする神々を見送った後、自宅の寝室で眠る子供たちを見つめ、妻ポルガラと特別なひとときを過ごす。しばらくして、ポルガラが眠ったのを見届けて、ビールに舌鼓を打つベルガラスとガリオンと話をする。とくにベルガラスとは、これから起きるだろう未来や新しい予言の存在の有無について議論する。そこで、ふと、こう切り出す。
「さぞかし聞きごたえがあるでしょうね」
彼は続ける。7000年の時を生きたベルガラスのこれまでの話を聞きたい、と。苦笑いしながら断るベルガラスだったが、彼の一言がガリオンの好奇心に火をつけ、ポルガラやセ・ネドラ、果てはポレドラまで巻き込んだ騒動に発展し、ついにベルガラスは自伝を書く羽目になる。
それから約1年後、とつぜん冬の《アルダー谷》にやって来たセ・ネドラと『お目付け役』のガリオンを自宅で出迎える。彼の紳士的な行動にセ・ネドラはいたく感動する。寒さにふるえるリヴァの女王を妻がもてなしている間、彼は1年の間に手間隙かけて増築した家屋をガリオンに見せびらかしていた。